# رشنو
رشنو نام یکی از ایل‌های مردم لر است که عمدتاً در استان‌های لرستان، خوزستان و ایلام سکونت دارند. ایل رشنو جزئی از مجموعهٔ بزرگ ایلاتی ایل بالاگریوه است و خاستگاه آن در منطقه میان‌کوه و ناحیه طایی استان لرستان است.

## تاریخچه
رشنوها از زمان والی‌های قاجاری لرستان تا زمان معاصر دارای مشاغل دولتی و حکومتی بوده‌اند. در زمان والی‌های پشت‌کوه، یعنی میرزا ابراهیم، موسی، رشید، اسکندر و صحبت، رشنوها از سرکردگان و نزدیکان آن‌ها بوده‌اند بعد از سقوط حکومت والی‌ها در سال ۱۳۰۷ خورشیدی، رشنوها همچنان در امور اداری حکومت پشت‌کوه حضور داشتند. در سال ۱۳۲۵ خورشیدی انجمن‌های ایالتی و ولایتی تشکیل می‌شود و رشنوها مورد احترام بوده، اما دیگران نیز به میدان سیاست پا نهاده و آن‌ها نیز به سهم خود دارای مشاغلی شدند.
مهاجرت رشنوها به استان‌های همجوار زیاد بوده و به ۲۰۰ سال پیش برمی‌گردد، با گذشت زمان، زبان این ایل لر در بعضی نقاط محل سکونتشان تݝییر می‌کند، برای مثال در الشتر به زبان لکی، در استان ایلام به لکی و کردی و در روستای سرخه شوش به زبان عربی صحبت می‌کنند.

## نام
نام رشنو برگرفته از نام رشن یا رشنو است، که در اوستا یاد شده، رشنو یکی از ایزدان ایران باستان است، که در نقش ایزد داوری و دادگستر ظاهر می‌شود. نام این ایزد در الواح تخت‌جمشید، مربوط به داریوش بزرگ آمده، صرف نظر از این سؤال که آیا داریوش بزرگ زرتشتی بوده است یا خیر، بسیار سخت است که از طریق علم الواح‌شناسی بتوان نشان داد که این الواح، تحت تأثیر آیین زرتشتی قرار گرفته باشند، و بنابراین، رشنو را باید یک ایزد ایرانی پیش از زرتشت «پیگنیسم» دانست.
در لغت نامه دهخدا آمده است:”رشنو یکی از فرشتگان مهر بوده.. ”و یا “درمکتب زرتشت دشمن دزدان و راهزنان بوده و رشنوی راست لقبش بوده است

## ساختار ایلی
تیره‌های این ایل عبارت هستند از:
- میرزا
- قاسم‌علیوند
- خیری
- فرون
- تاجکه
- کلاه آبی (به لری: کلاهوی)
- صاربان (به لری: صاربو)
- احمد
- هیکی
- زکالوند
- بداق
- مومد
- تخت کش
- گیوه کش
- محمدبیک